# Temperley
Temperley es una localidad de Argentina perteneciente al partido de Lomas de Zamora, provincia de Buenos Aires, ubicada en la zona sur del conurbano bonaerense o Gran Buenos Aires.
Es uno de los nudos ferroviarios del sur del Gran Buenos Aires ya que su estación posee 10 andenes y es la estación intermedia más grande de la Argentina. En una superficie de 10,7 km² conviven 59.899 personas en un terreno que discurre entre los 14 y los 25 m s. n. m. Estuvo históricamente vinculada a la ciudad de Lomas de Zamora, cabecera y primera población del partido. Esto fue así hasta 1893, año en que George Temperley fundó un pueblo en tierras de su propiedad. Muchos años después, en 1965, el gobierno de la Provincia de Buenos Aires declara ciudad a Temperley. Posteriormente hace lo propio con Llavallol y con Turdera. Actualmente existe un proyecto de ley para dividir en dos al Partido de Lomas de Zamora, creándose el Municipio de Temperley.. Hoy en día, y a pesar del ajetreo que le impone su rol de nudo carretero y ferroviario, conserva tranquilos y característicos barrios. Se encuentra a aproximadamente 19 km del microcentro de la Ciudad de Buenos Aires.

## Toponimia

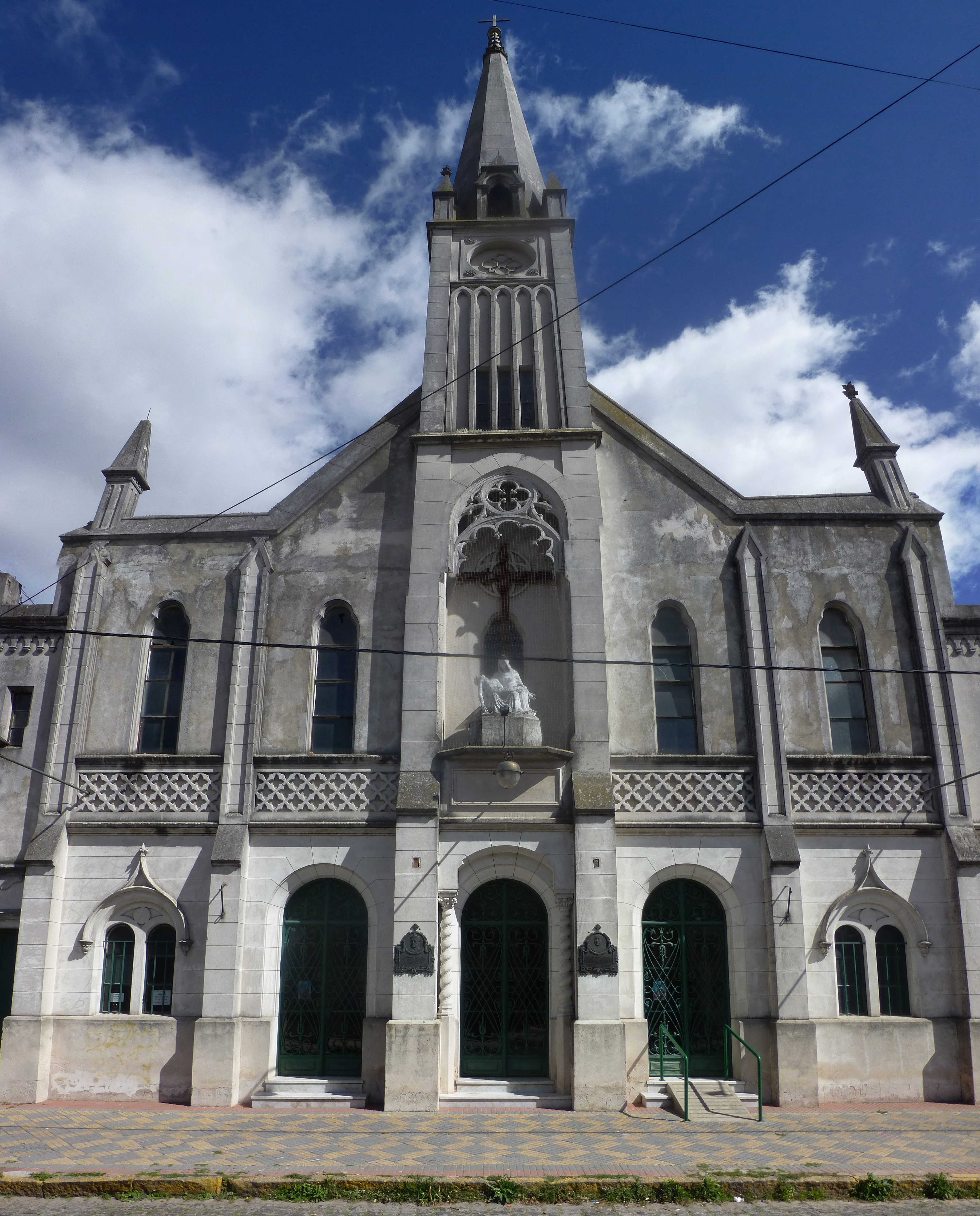
Parroquia Nuestra Señora de la Piedad.

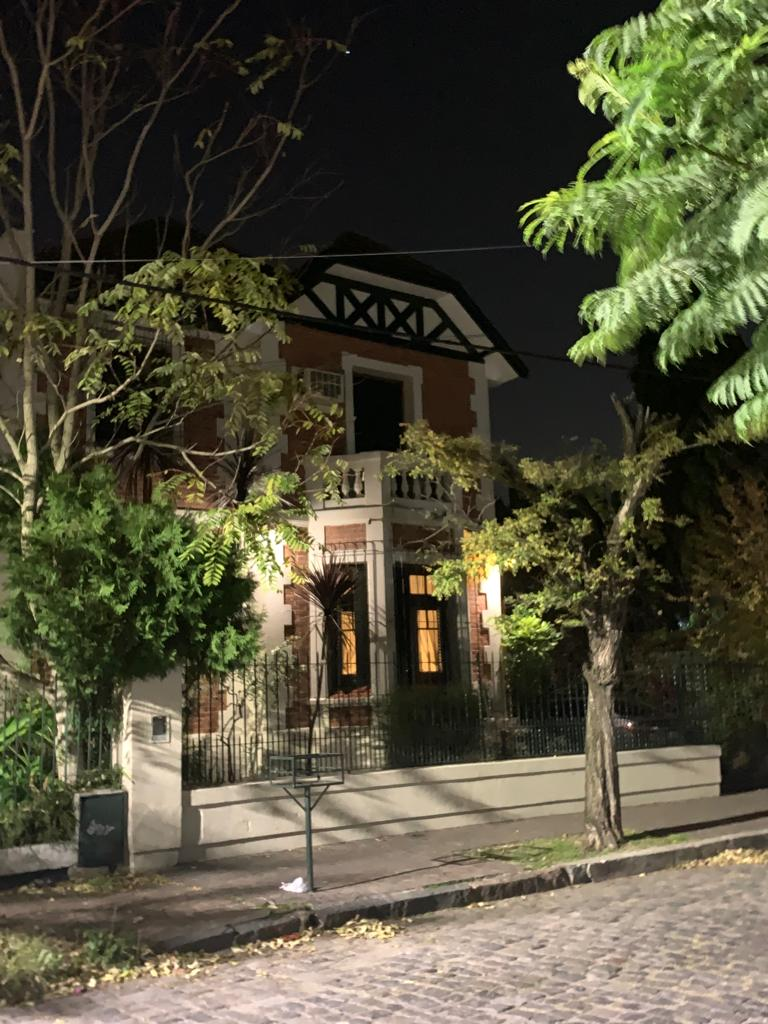
Barrio Inglés - Temperley- Zona Sur Bs As

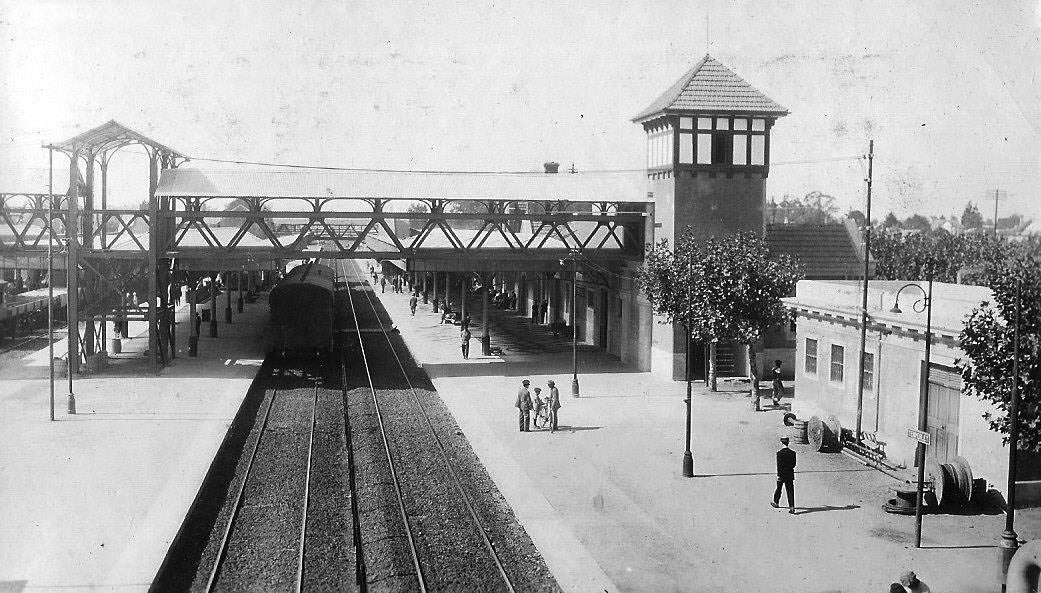
Estación Temperley c.1920-1940

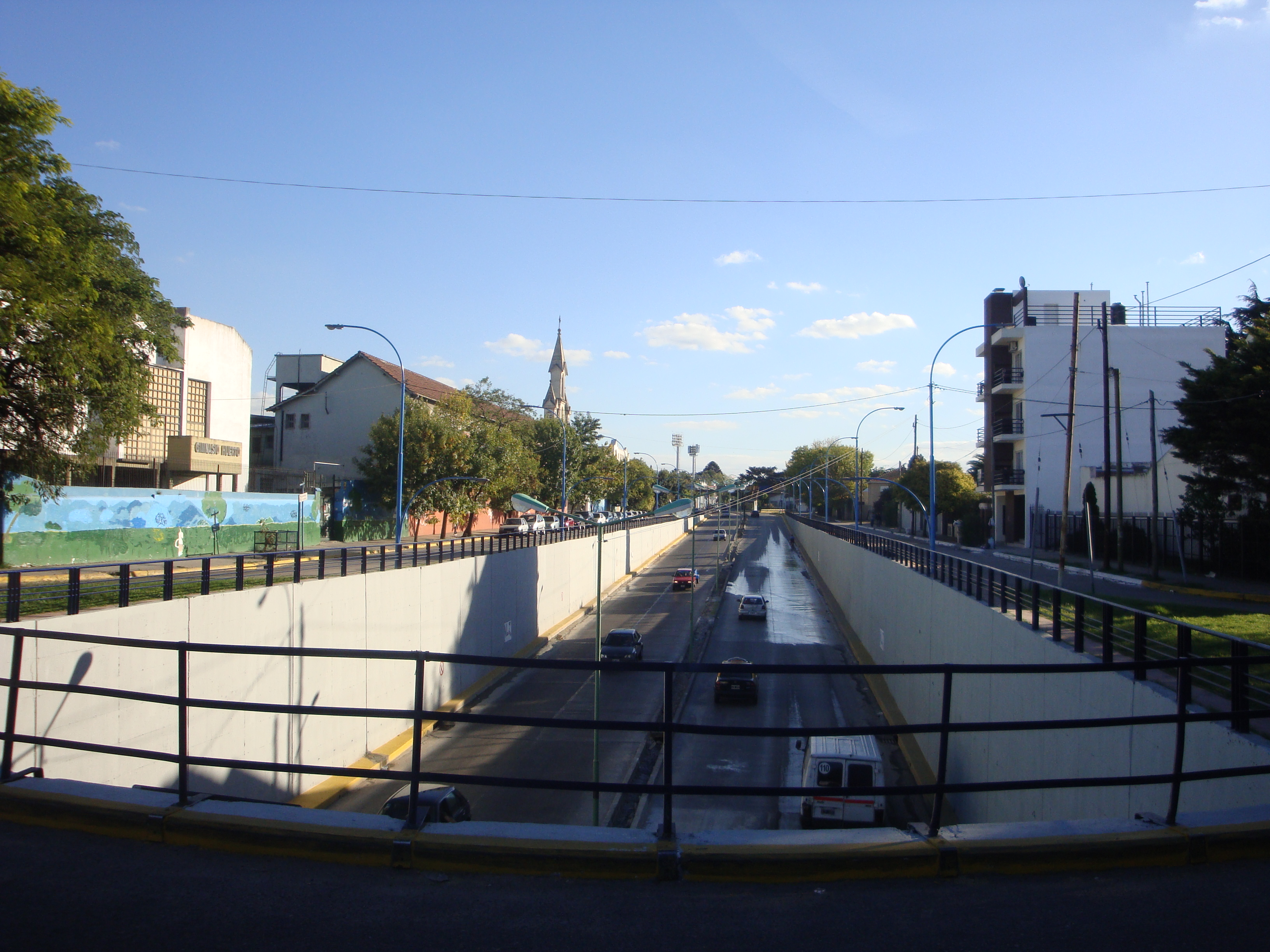
Paso a bajo nivel que comunica la parte oeste con la parte este de la ciudad.

El origen de su nombre se debe a George Temperley (Newcastle upon Tyne, Inglaterra, Reino Unido, 10 de octubre de 1823 - Buenos Aires, Argentina, 25 de junio de 1900), quien tuvo la iniciativa de crear un pueblo por loteo de su propiedad, que posteriormente tomó el nombre de Temperley, y de su estación de ferrocarril. Fue un activo promotor de la creación del Partido de Lomas de Zamora y miembro fundador de la Sociedad Rural Argentina.

## Geografía

### Ubicación
La ciudad de Temperley se sitúa en el Gran Buenos Aires, a 18,4 km al sur de la ciudad de Buenos Aires (línea recta al km 0 de rutas y caminos de Argentina). Está conectada a la misma por una amplia red vial, siendo atravesada por las rutas provinciales 49 y 210 y varios servicios públicos de transporte automotor y ferroviario de la Línea Roca. Está asimismo vinculada a la capital provincial, ciudad de La Plata, que está situada a 43,5 km en línea recta al sudeste de la ciudad.

### Límites
Los límites de la ciudad de Temperley son, al Norte: Lomas de Zamora - calles René Favaloro y Cerrito , y Banfield - calle Armesti; al Este: Barrio San José - calle Sigmund Freud, calle Revolución de Temperley, avenida Eva Perón, calle San Juan, y Barrio San José (Alte. Brown) - calle San Juan; al Oeste y Sur con Turdera - calle 9 de Julio, Av. 9 de Julio, vía del FC Roca a Adrogué y calle Luis Federico Leloir; al Sur: Adrogué - Calles Segurola y Warnes/30 de Septiembre y José Mármol - calle Warnes/30 de Septiembre.

### Área
Tiene una superficie de 10,74 km², siendo su perímetro de 17,3 km.

### Hidrografía y relieve
Se sitúa en una zona de colinas orientadas en sentido aproximado N-S, separadas por depresiones que discurren en el mismo sentido, de las cuales las más importantes son las del Arroyo Galíndez, también llamado Galíndez, y la del arroyo de las Perdices, ambos entubados. El terreno discurre entre los 14 y los 25 m s. n. m.

## Demografía

### Población
Cuenta con 72.537 habitantes, de los cuales 38.863 son mujeres y 33.674 son hombres (Censo INDEC 2010).

### Colectividades
A partir de su fundación como pueblo comienza a llegar una gran cantidad de extranjeros que, con sus costumbres, su idiosincrasia y su trabajo, fueron dándole las características que tiene actualmente. Distintas fueron las razones de su incorporación a nuestro medio, como también diferentes fueron sus oficios y sus ocupaciones, pero hoy, a través de sus descendientes, han logrado su integración definitiva a un país que los recibió con los brazos abiertos.
Los británicos han tenido una activa participación en el desarrollo de Temperley desde su llegada en la época de Rivadavia. Han venido ingleses, escoceses, irlandeses y galeses en distintas épocas, pero comenzaron con el grupo de escoceses que vinieron con Parish Robertson a Santa Catalina en 1826, y posteriormente continuaron con los altos funcionarios del Ferrocarril Sud, que instalaron aquí sus casas-quintas, y luego se afincaron definitivamente en lo que hoy es el Barrio Inglés.
El escocés, con su frugalidad, energía, capacidad para el trabajo rudo, era el hombre indicado para las actividades agropecuarias. Los ingleses llegaron mayoritariamente con el ferrocarril. Eran expertos técnicos, funcionarios y empleados. Algunos eran inversionistas también. Los irlandeses fueron quizás los que mejor se adaptaron. La religión católica fue para ellos una razón más para una integración exitosa.
En Italia se produjo una importante crisis económica desde 1885 a 1895. La falta de trabajo y la miseria crearon las condiciones necesarias para la enorme inmigración italiana que recibió el país. Con el tiempo fundaron varias sociedades y participaron activamente en la vida social y deportiva de la ciudad. La Sociedad Italiana Nuova Roma o el Círculo Italiano Gran Sud son algunos ejemplos de ello. Han sido además entusiastas iniciadores de muchos clubes (participaron en la creación y desarrollo del Club Temperley) y sociedades de fomento en épocas en las cuales estaba todo por hacer y alguien debía hacerlo.
Los franceses han sido una colectividad también numerosa. Han estado dedicados en gran medida a la arquitectura, la construcción y sus oficios afines. Un francés de los más recordados fue Juan Pereuih, primer jefe de la estación Temperley.
Los alemanes llegaron en épocas de turbulencia mundial y sus oleadas migratorias están asociadas tanto a la Primera como a la Segunda Guerra Mundial. Han formado comunidades en Villa La Perla principalmente, como la Comunidad San Bonifacio, o el Club Juventud del Sud, o el Colegio Alemán en el Barrio Inglés.
Los primeros vascos ibéricos (no franceses) que llegaron a Temperley eran pastores de ovejas. Poco después aparecen los tambos y los carritos lecheros entre sus actividades, y finalmente podemos decir que sus descendientes figuran entre los más prominentes hombres de ciencia de Temperley.
También arribaron a la ciudad los eslavos. polacos, lituanos, ucranianos y rusos principalmente. Gracias a ellos hoy la ciudad tiene una Iglesia Ortodoxa Rusa entre sus lugares de culto.

## Barrios
Los barrios de la ciudad de Temperley son 15:
| Nombre                    | Fecha de inicio |  | Límites                                                                                              |
| ------------------------- | --------------- |  | --- |
| Temperley Centro Oeste    | 16-10-1870      |  | Vías del FC Roca, calles Avellaneda, Meeks, Liniers, Dorrego, Av. H. Yrigoyen, Av. 9 de Julio        |
| Temperley Centro Este     | 16-10-1870      |  | Vías del FC Roca, Av. E. Perón, Carlos Casares, Juncal, B. de Irigoyen, Cerrito                      |
| Barrio Inglés             | 16-10-1870      |  | Vías del FC Roca, Garibaldi, Av. H. Yrigoyen, Dorrego, Liniers, Meeks, Avellaneda                    |
| Barrio Parque Huergo      | 1-11-1908       |  | Av. H. Yrigoyen, Garibaldi, Av. Frías, Vías del FC Roca (Ramal Temperley-Haedo)                      |
| Villa Galicia             | 1908            |  | B. de Irigoyen, Juncal, Carlos Casares, Esmeralda, José Mármol, 14 de Julio, Anatole France, Cerrito |
| Villa La Perla            | 1911            |  | Triunvirato, Albarracín, Warnes, Av. Cabred                                                          |
| Villa Sartre              | 1911            |  | Av. Cabred, Warnes, Senillosa, Av. E. Perón                                                          |
| Villa Moderna             | 1918            |  | Av. E. Perón, Vías del FC Roca (Ramal Temperley-Bosques), Warnes, Av. Almirante Brown                |
| Villa Cabred              | 22-12-1929      |  | Av. E. Perón, Av. Almirante Brown, Triunvirato, Av. Cabred                                           |
| Barrio Moderno            | 1945            |  | Av. Almirante Brown, Warnes, Albarracín, Triunvirato                                                 |
| Barrio General San Martín | 1946            |  | Carlos Casares, Av. E. Perón, Revolución de Temperley, 14 de Julio, José Mármol, Esmeralda           |
| Barrio 9 de Julio         | 1946            |  | Anatole France, 14 de Julio, Revolución de Temperley, Sigmund Freud, Cerrito                         |
| Villa La Paz              | 27-10-1946      |  | Senillosa, Warnes, San Juan, Av. E. Perón                                                            |
| Villa Ratti               | -               |  | 9 de Julio, Vías del FC Roca (Ramal Temperley-Haedo), Av. Frías                                      |
| Barrio El Triángulo       | -               |  | Vías del FC Roca (Ramal Plaza Constitución-Korn), Segurola-Warnes, FC Roca (Ramal Temperley-Bosques) |

Todos estos barrios surgieron con el loteo de quintas y estanzuelas.
San José, que surgió como un barrio de Temperley, es hoy en día considerada una localidad más del partido de Lomas de Zamora. San José fue una estanzuela hasta 1948, pero en pocos años alcanzó un notable crecimiento urbano, dado que se encuentra entre los partidos de Lomas de Zamora y Quilmes, de gran actividad económica ambos, ligados por la Av. Eva Perón (ex Pasco, otrora arbolada por eucaliptos antes de su ensanchamiento en los años 70), sobre la cual se emplazó la naciente San José y donde se fueron estableciendo comercios hasta alcanzar un verdadero estándar de Ciudad Satélite autónoma, complementado sobre todo por la actividad de su calle principal, Salta. Se trata de una barriada de clase media burguesa y de trabajadores. Se accede a ella mediante ómnibus urbano directo (sin combinación necesaria) desde Lomas de Zamora, Est. Temperley E, Lanús, Remedios de Escalada, CABA, Avellaneda, Sarandí, Wilde, Quilmes, Bernal, Solano, Burzaco E, Adrogué E, José Mármol, Rafael Calzada, y por interurbano (TALP) desde La Plata, Quilmes, Solano, Bernal O, Temperley, Lomas de Zamora, Haedo, Morón, San Isidro y otras localidades intermedias, lo que hace de San José un nudo de desarrollo de todo el Conurbano circundante, CABA y aún más allá. Antiguamente, llegaba hasta las inmediaciones de este barrio el Ferrocarril Provincial, hoy definitivamente cerrado y sin posibilidad de restablecimiento. Hasta los años 1990 podían verse las estaciones y las vías de dicho ramal, hasta que dichos terrenos fueran reconvertidos. Una particularidad del Barrio San José es que sus calles llevan mayoritariamente nombres de pájaros; la calle Condarco, por ejemplo, en San José toma el nombre de La Calandria. Fue poblado mayormente por inmigrantes italianos y polacos llegados después de la Segunda Guerra Mundial, cuyas familias se fueron relacionando mutuamente por medio de la unión en casamientos de sus hijos. Luego llegó una ola de migrados de otras provincias argentinas, y más tarde de inmigrantes paraguayos, atraídos por el desarrollo fabril que prometía el conurbano a partir del gobierno de Perón, los accesibles costos de lotes en dicho barrio y su excelente comunicación con el resto del Conurbano y Capital Federal (hoy CABA).
Esto dio, sobre todo a partir de los años 60, un enorme impulso a la Ciudad de Temperley, apenas a 15 minutos de ómnibus de San José, y centro educativo de nivel medio más cercano. En ese aspecto, se destaca a la Av. Meeks (que une Temperley Oeste con Lomas de Zamora Oeste a través de poco más de una decena de cuadras), como la avenida con más colegios del país. Meeks es la arteria principal de Temperley, corriendo paralela a las vías del ex Ferrocarril Roca; lo son también la calle San Martín (otrora calle comercial, en decadencia como tal desde principio de los años 80), Garibaldi -límite norte de la ciudad, lindero con Lomas-, y Sixto Fernández, Av. H. Yrigoyen, Oliden (todas en Temperley O), así como Santa María de Oro, Cangallo, 14 de Julio, Cerrito, Av Alte. Brown, 9 de Julio (que une E con O a través de un enorme paso bajo nivel) y su continuación, la ya mencionada Av. Eva Perón, todas al Este. En el lado Este también se destacan las calles Cabred (ex Ávalos), Bombero Ariño, San Eduardo, la ya mencionada Salta, San Cristóbal (ex Santa Ana), y otra Av. Eva Perón -perpendicular a la ex Pasco, también conocida con el antiguo nombre guaraní de Caaguazú.
El Barrio Centro de Temperley se caracteriza por sus tradicionales caserones de estilo sajón/anglosajón que rodean a la estación de trenes, también típica construcción inglesa. La pésima administración de la empresa privada de ferrocarriles durante los años 1990 despojó a la ciudad de uno de sus mejores testigos de los años de oro de la ciudad, el puente peatonal Norte, ejemplo típico de arquitectura industrial inglesa, con hierros en H enormes y techo de tejas, que fuera desmantelado de la noche a la mañana debido a que uno de sus pilares había sido chocado por una locomotora -sin que el daño fuera irreparable-, y reemplazado por una pasarela de bajo costo y arquitectura de aspecto provisorio. Otra pérdida grande para el Barrio Centro fue la demolición de la antigua mansión colonial que se levantaba, con sus jardines y glorietas, en Av. Meeks esquina con Gral. Paz (antiguo emplazamiento de la primera estación Temperley de trenes). Los conservacionistas no pudieron evitar que el patrimonio cultural fuese depredado por intereses inmobiliarios durante los controvertidos 90.
Vale la pena mencionar también al Barrio Moderno, ex Barrio Ferroviario, emplazado al sur de la estación, del lado este de la ciudad y lindante con Adrogué Norte, delimitado por Av. Alte. Brown, 9 de Julio, y las vías del tren; un barrio residencial de clase media y casitas coquetas, con club social propio.

## Deportes

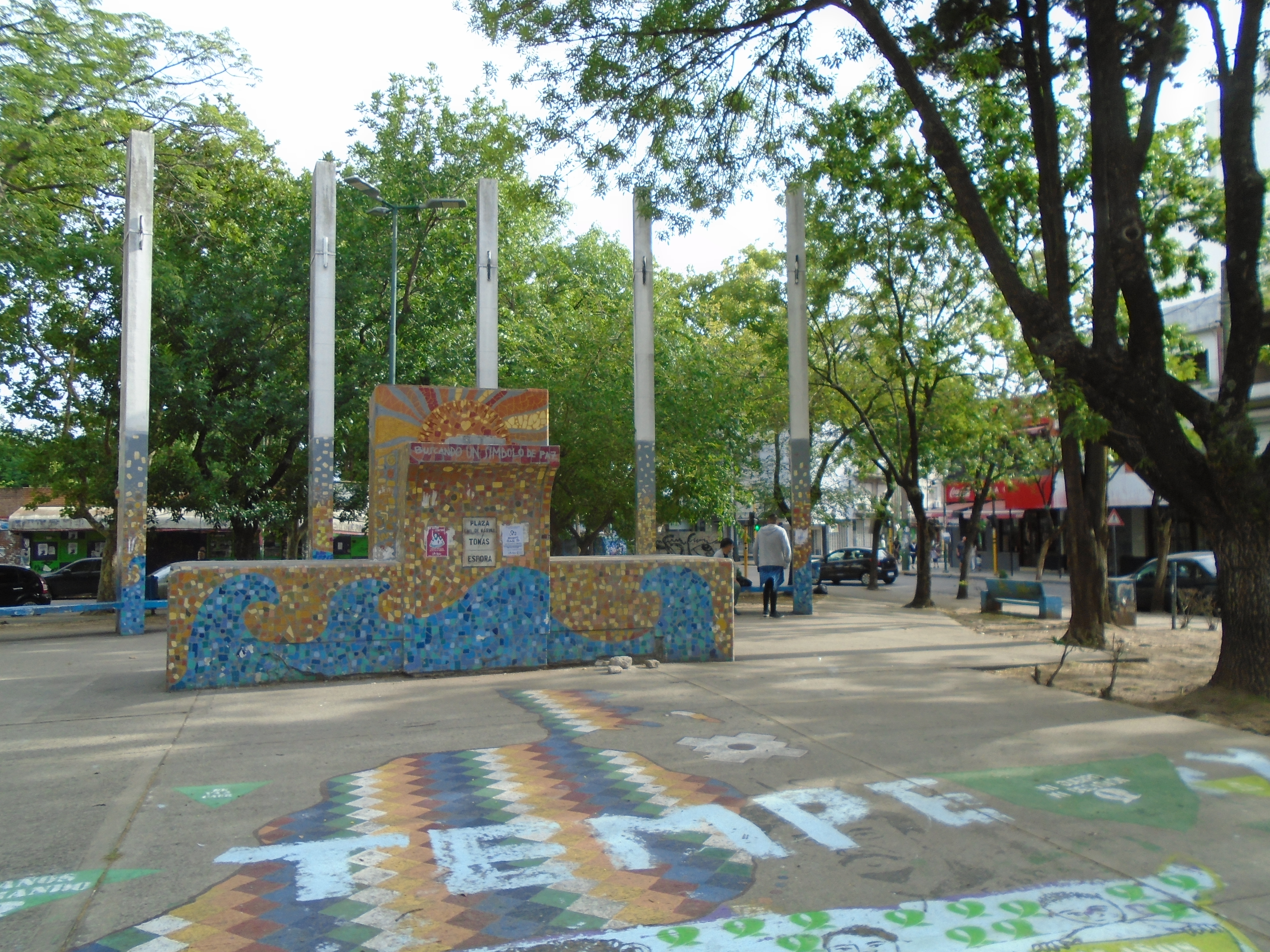
Plazoleta Tomás Espora, frente a la estación Temperley.

### Fútbol
Si bien fue fundado y tiene su sede actualmente en la vecina localidad de Turdera, el Club Atlético Temperley, fundado en 1912, ha competido en la Primera División del Fútbol Argentino. Su último ascenso fue el 24 de noviembre de 2014, logrando así su tercer ascenso a la máxima categoría (los anteriores habían sido en 1973 y 1984). Este año (2017) la Institución sumó el jardín "Sueños Celestes" que comenzará con sus tareas el año próximo.
Pero el CAT no es solo un club de fútbol, sino una institución deportiva que abarca las principales actividades del área: básquet, tenis, vóley, pelota-paleta, natación -posee un natatorio olímpico con trampolines, y piletas para niños-, boxeo y artes marciales, entre otros. Es significativa la función social que viene cumpliendo por generaciones, como centro aglutinante de la actividad deportiva, complementando la muy buena labor educativa en ese rubro que promueven los colegios de la zona.
Entre las personalidades del deporte que se han formado en el Club Atlético Temperley merece mencionarse al talentoso tenista Martín Jaite, exjugador ATP y Copa Davis, y excapitán del Equipo Argentino de Copa Davis.